# Шибаки
Шибаки (рос. Шибаки) — селище у Каргатському районі Новосибірської області Російської Федерації.
Входить до складу муніципального утворення Форпост-Каргатська сільрада. Населення становить 25 осіб (2010).

## Історія
Згідно із законом від 2 червня 2004 року органом місцевого самоврядування є Форпост-Каргатська сільрада.

## Населення
| 2002 | 2007 | 2010 |
| ---- | ---- | ---- |
| 51   | ↘39  | ↘25  |